# NGC 3736
NGC 3736 ist eine Spiralgalaxie vom Hubble-Typ S im Sternbild Drache am Nordsternhimmel. Sie ist schätzungsweise 564 Millionen Lichtjahre von der Milchstraße entfernt.
Das Objekt wurde im Jahre 1885 von Ralph Copeland entdeckt.